# Japanse stelling
De Japanse stelling zegt, dat, als een veelhoek ingeschreven is in een cirkel en verdeeld in driehoeken, de som van de stralen van de in die driehoeken ingeschreven cirkels onafhankelijk is van de verdeling. Omgekeerd heeft als een veelhoek in driehoeken is verdeeld en de som van de in die driehoeken ingeschreven cirkels onafhankelijk is van de verdeling, de veelhoek een omgeschreven cirkel. Het is een stelling uit de Japanse wiskunde, een Sangaku-probleem.
De Japanse stelling volgt uit de stelling van Carnot.
|                                                                                    |  |
| De som van de stralen van de cirkels hangt niet af van de verdeling in driehoeken. |  |
En soortgelijke stelling is de Japanse stelling voor koordenvierhoeken.